# Sabanitas
Sabanitas – miasto w Panamie; 12 900 mieszkańców (2006). Przemysł spożywczy, włókienniczy.